# E・ZO FUKUOKA
BOSS E・ZO FUKUOKA（ボス イーゾ フクオカ）は、みずほPayPayドーム福岡向かいにあるエンターテインメントビルである。

## 概要
2020年（令和2年）7月21日開業。みずほPayPayドーム福岡の敷地内にあり、建物は地上7階建てで、近接地に商業施設「MARK IS 福岡ももち」（2018年開業）、超高層マンション（ザ・パークハウス 福岡タワーズ）がある。
名称は「Exciting Entertainment Zone」を意味する。
当初は5月の開業を目指していたが、新型コロナウイルスの感染拡大に伴う緊急事態宣言の発令で工期が遅れ、開業時期が7月にずれ込んだ。

## 主なテナント
- 1F - HKT48劇場HKT48の専用劇場。ホークスタウンモール閉鎖によって天神地区に移転していたが、約4年ぶりにドーム地域へ戻った
- 3F ‐ 世界初のMLB公認カフェレストランMLB café FUKUOKA
- 4F - 王貞治ベースボールミュージアム
- 5F - チームラボフォレスト – SBI証券
- 7F - よしもと福岡 大和証券劇場

など。

## 命名権
開業前の2020年6月12日、施設の命名権をサントリー食品インターナショナルが取得。同社の看板商品である缶コーヒー・BOSSを用い、開業時より「BOSS E・ZO FUKUOKA」の名称を使用している。